# Larsenianthus
Larsenianthus ist eine 2010 neu aufgestellte Pflanzengattung in der Familie der Ingwergewächse (Zingiberaceae). Die etwa vier Arten sind in den angrenzenden Gebieten des östlichen Himalayas heimisch.

## Beschreibung

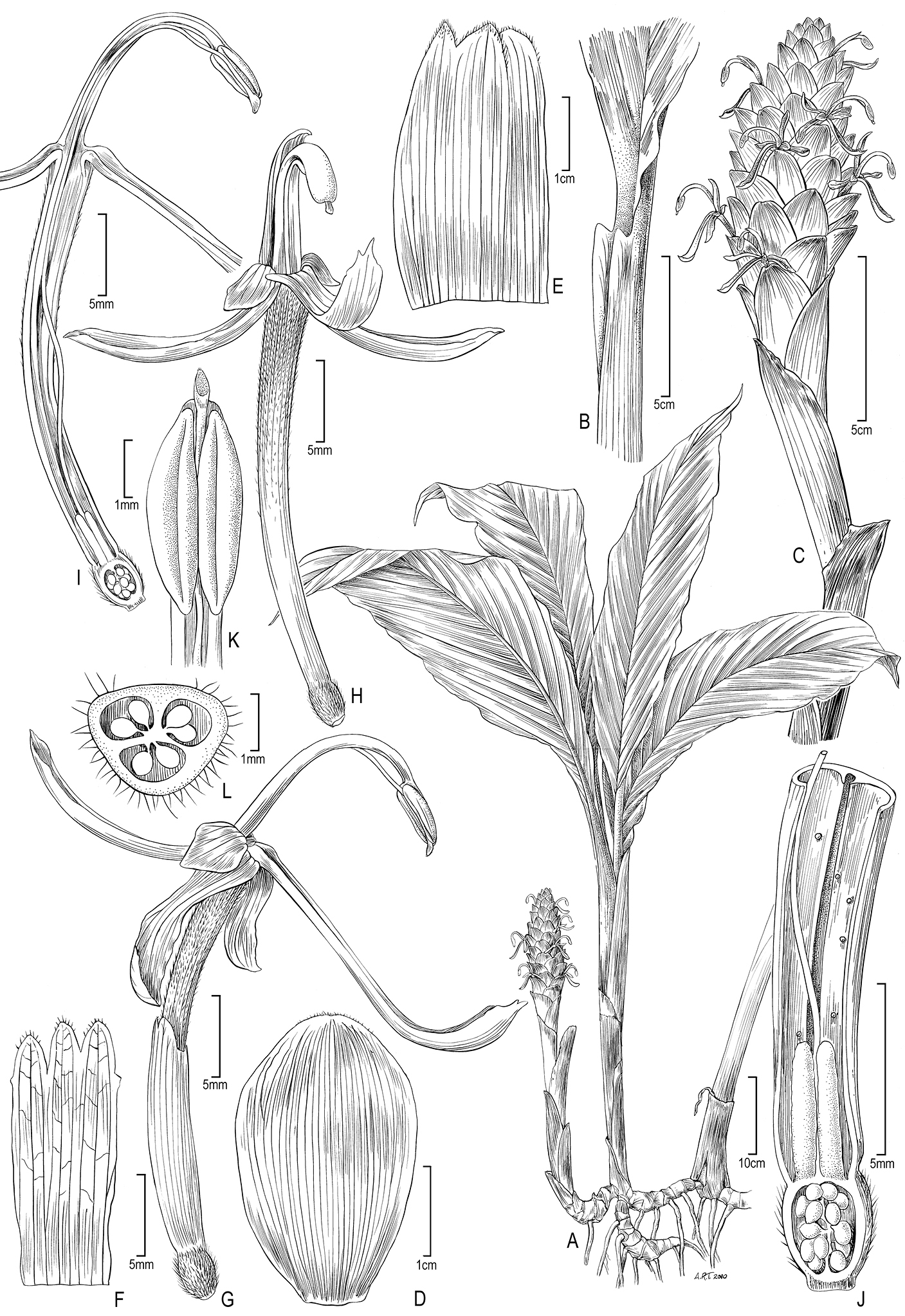
Illustration von Larsenianthus wardianus

### Vegetative Merkmale
Die Larsenianthus-Arten wachsen als immergrüne, ausdauernde krautige Pflanzen, die Wuchshöhen von 1 bis 2,5 Metern erreichen können. Sie stehen in Gruppen von zehn bis zwanzig Pflanzenexemplaren und bilden Rhizome aus. Je nach Art sind die zwei bis zwölf wechselständig angeordneten Laubblätter ungestielte oder gestielte.

### Generative Merkmale
Die Blütenstände stehen auf beblätterten Blütenstandsschäften oder an der Basis von blattlosen Seitensprossen. Die je nach Art 35 bis 80 gebogenen oder flachen, schuppenartigen Tragblätter sind an der Basis mit dem Blütenstand verbunden und sind spiralig angeordnet. An der Basis des Blütenstandes kann es manchmal bei sterilen Deckblättern zur Bildung von zusätzlichen Seitensprossen kommen. Die Vorblätter sind unterschiedlich groß, wobei die inneren größer sind. Die auffälligen Blüten stehen selten einzeln, meist zu zweit bis sechst in Wickel. Es öffnen sich zuerst immer die unteren Blüten.
Die zwittrigen Blüten sind zygomorph. Die Kelchblätter sind kleiner als die Kronblätter. Die drei Kelchblätter sind röhrig verwachsen und der Kelch endet in drei Kelchzähnen. Die langen, röhrenartigen Kronblätter sind gebogen und haben eine rechteckige Öffnung. An zwei Seiten ist der Rand der Blüte durch die Basis der Staminodien und des Labellum verdickt und gerundet. Die seitlich stehenden, kleinen Staminodien sind schüsselförmig geformt. Das längliche, spaten- oder verkehrt-lanzettlich Labellum ist an der Spitze breit und wird zum Blattgrund hin schmäler. Der Labellumgrund ist im Querschnitt v-förmig oder hat eine erhöhte Mitte, seine Ränder sind verdickt. Der Rand der Labellumspitze kann gezähnt sein. Die langen, fertilen Staubblätter sind über das Labellum gekrümmt und besitzen längliche Staubbeutel. Drei Fruchtblätter sind zu einem dreikammerigen Fruchtknoten verwachsen.
Die länglichen Kapselfrüchte enthalten in jeder Kapselhälfte eine Reihe an Samen, welche sich auf drei getrennte Fruchtfächer aufteilen. Die ein bis zehn Samen sind von einer fleischigen Hülle (Arillus) umgeben.

## Lebensraum
Sie wachsen in den südasiatischen Tropen vor allem in Waldgebieten.

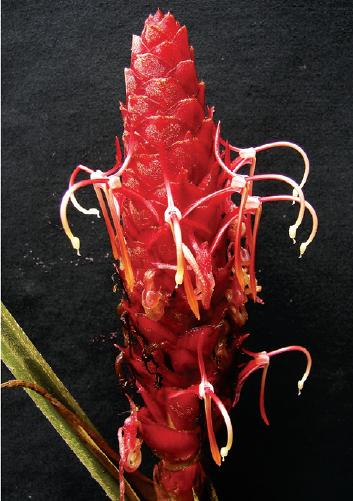
Blütenstand von Larsenianthus arunachalensis

## Systematik und Verbreitung
Die Gattung Larsenianthus wurde im 2010 durch Walter John Emil Kress und John Donald Mood in PhytoKeys, Volume 23, Issue 1, S. 21 aufgestellt. Die Typusart ist Larsenianthus careyanus (Benth.) W.J.Kress & Mood, welche zuvor der Gattung Hitchenia zugerechnet wurde. Der Gattungsname Larsenianthus ehrt den dänischen Botaniker Kai Larsen (1926–2012) von der Universität Aarhus in Dänemark, einen Experten im Bereich der Systematik der Zingiberaceae und dem altgriechische Wort anthus für „Blüte“.
Die Gattung Larsenianthus gehört zur Tribus Zingibereae in der Unterfamilie Zingiberoideae innerhalb der Familie Zingiberaceae. 
Das natürliche Verbreitungsgebiet der Larsenianthus-Arten umfasst das nordöstliche Bangladesch, das nordöstliche Indien sowie das nördliche Myanmar. 
Es gibt vier Larsenianthus-Arten:
- Larsenianthus arunachalensis M.Sabu, Sanoj & T.Rajesh Kumar: Sie wurde 2010 erstbeschrieben und kommt vom indischen Bundesstaat Arunachal Pradesh bis ins nördliche Myanmar vor.[3]
- Larsenianthus assamensis S.Dey, Mood & S.Choudhury: Sie wurde 2010 erstbeschrieben und kommt nur im indischen Bundesstaat Assam vor.[3]
- Larsenianthus careyanus (Benth.) W.J.Kress & Mood: Sie kommt im nordöstlichen Bangladesch, in Assam, Myanmar und im östlichen Himalaja vor.[3]
- Larsenianthus wardianus W.J.Kress, Thet Htun & Bordelon: Sie wurde 2010 erstbeschrieben und kommt nur im nördlichen Myanmar vor.[3]